# ریزدهان‌ها
ریزدهان‌ها (نام علمی: Microstoma) نام یک سرده از تیره سیمین‌ماهیان قلمی است.